# Abyei
Abyei (àrab: أبيي, Abyay) és un territori del Sudan amb una superfície de 10.460 km², la capital del qual és la ciutat d'Abyei. Té un estatus administratiu especial pel «Protocol de la resolució del conflicte d'Abyei» de 2004, que forma part del tractat de pau que va posar fi a la guerra civil sudanesa. Aquest territori és considerat un pont entre el Sudan i Sudan del Sud. Abans Abyei formava un districte de l'estat sudanès del Kordofan Occidental.

## Història
L'ètnia Dajo habitava la zona abans que al segle xvii va ser desplaçada per nous migrants. Fins al segle xviii la van habitar els Dinka d'economia agropecuària. Després l'habitaren els nòmades Messiria

## Petroli
Abyei està situat en una zona d'acumulació d'hidrocarburs. L'exploració de les reserves petrolíferes començà a les dècades de 1970 i 1980 i cap a 2003 Abyei contribuïa amb més d'un quart de la producció de petroli sudanesa però sembla que les reserves de petroli estan prop d'esgotar-se. Es va fer un important oleoducte que arriba a Port Sudan, al mar Roig, via Khartoum. Aquest oleoducte és vital per a l'economia del Sudan.

## Estatus
L'estaus d'Abyei va ser un dels punts més controvertits en la negociació de la pau en la guerra civil sudanesa. El primer protocol de 2002 excloïa Abyei del territori del Sudan del Sud. La pressió dels Estats Units i del seu enviat presidencial John Danforth va forçar un nou acord. Una comissió internacional, ABC, determinà les fronteres d'Abyei a 10° 22′ 30″ N., 87 km al nord de la ciutat d'Abyei Tanmateix un nou arbitratge internacional del 2009 va tornar a establir les fronteres a la latitud 10° 10′ 00″ N.. La regió d'Abyei junt amb les dels Monts Nuba i l'estat del Nil Blau tenen l'opció d'integrar-se en el nou estat independent del Sudan del Sud.

## Galeria d'imatges

Disticte d'Abyei després de 1905 a l'abolit estat de Kurdufan occidental